# Золотая медаль имени В. Л. Гинзбурга
Золотая медаль имени В. Л. Гинзбурга — научная награда, учреждённая в 2015 году Российской академией наук, присуждаемая российским и зарубежным ученым за выдающиеся работы в области физики и астрофизики.
Названа в честь советского и российского физика-теоретика, лауреата Нобелевской премии, академика Виталия Гинзбурга.

## Лауреаты
- 2015 — Садовский Михаил Виссарионович — за цикл работ по теоретическим проблемам физики высокотемпературных сверхпроводников
- 2021 — Зелёный Лев Матвеевич — за цикл работ «Токовые слои и пересоединение магнитных полей в космической плазме»